# إد فولتون
إد فولتون هو سياسي كندي، ولد في 19 مارس 1938 في كندا. حزبياً، نشط في الحزب الليبرالي في أونتاريو ‏. وقد انتخب عضو برلمان مقاطعة أونتاريو.